# Samuel Giguère
Samuel Giguère (7 de novembro de 1985, Sherbrooke, Canadá) é um ex-jogador de futebol americano que atuava na posição de wide receiver na National Football League.

## Carreira Universitária
Samuel Giguère jogou futebol americano pela Université de Sherbrooke em Quebec onde em seu primeiro ano ele fez 584 recepções para 4 touchdowns. Samuel quebrou vários recordes pela universidade e se destacou recebendo vários prêmios sendo inclusive selecionado first-team All Canadian e também foi nomeado pela QUFL(Quebec Universitary Football League) jogador ofensivo do ano em 2006. 

## Carreira Profissional

### Hamilton Tiger-Cats
Giguère foi selecionado na primeira rodada do draft da CFL como pick n° 8 pelo Hamilton Tiger-Cats. Contudo ele viu uma oportunidade para assinar com os Colts na NFL e não desperdiçou a oportunidade.

### Indianapolis Colts
Giguère finalmente assinou um contrato com o Indianapolis Colts da NFL vindo como undrafted free agent no dia 2 de maio de 2008. Ele foi então dispensado em agosto do mesmo ano e depois retornou ao time para atuar no practice squad e assim não atuou em 2008. Mas Giguère reassinou contrato com os Colts no dia 5 de janeiro de 2009.
Em 5 de setembro de 2009 Giguère foi dispensado e posto no practice squad. Porém em 9 de setembro ele acabou sendo cortado. Mas ele acabou por voltar ao practice squad em 30 de outubro mas foi dispensado novamente algum tempo depois.

### New York Giants
Giguère assinou com o New York Giants em 19 de outubro para ficar no practice squad.